# Elecciones al Parlamento de La Rioja de 2023
Las elecciones al Parlamento de La Rioja de 2023 se celebraron el domingo 28 de mayo de ese año, durante las elecciones autonómicas de dicho año, de acuerdo con el decreto de convocatoria de elecciones dispuesto publicado en el Boletín Oficial de La Rioja. Fueron elegidos los 33 diputados de la XI legislatura del Parlamento de La Rioja mediante un sistema proporcional (D'Hondt).

## Candidatos
| Candidatura | Candidatura                                          | Cabeza de Lista        |
| ----------- | ---------------------------------------------------- | ---------------------- |
|             | Partido Socialista Obrero Español de La Rioja (PSOE) | Concha Andreu          |
|             | Partido Popular de La Rioja (PP)                     | Gonzalo Capellán       |
|             | Ciudadanos (CS)                                      | Ángel Íñiguez          |
|             | Unidas Podemos Izquierda Unida-Equo (Podemos-IU)     | Henar Moreno           |
|             | Partido Riojano - España Vaciada (PR+E)              | María Inmaculada Sáenz |
|             | Vox                                                  | Ángel Alda Pérez       |
|             | Por La Rioja                                         | Sonsoles Soriano       |
|             | VINEA La Rioja (VINEA)                               | Fernando Martínez      |
|             | Partido Animalista Con el Medio Ambiente (Pacma)     | Tamara Calvo Fraile    |
|             | Escaño en blanco (EB)                                | María Carmen Andrés    |

## Encuestas
| Encuestadora                                 | Fecha                  | Tamaño  | Participación |                             |                    |        |       |       |       |     | Dis. |     |     |     |     |     |
| -------------------------------------------- | ---------------------- | ------- | ------------- | --------------------------- | ------------------ | ------ | ----- | ----- | ----- | --- | ---- | --- | --- | --- | --- | --- |
| Encuestadora                                 | Fecha                  | Tamaño  | Participación | SW Demoscopia // Cadena Ser | 15 de mayo de 2023 |        | ?     | 27,6  | 27,8  | 0,8 | Dis. | 3,8 | 2,5 | 4,1 | 2,3 | 8.8 |
| nuevecuatrouno/SigmaDos                      | 23 de marzo de 2023    |         | ?             | 32.8                        | 41.6               | 2.0    | 5.7   | 5.3   | 6.9   | 0.9 | 8.8  |     |     |     |     |     |
| CIS                                          | 2 de diciembre de 2022 |         | ?             | 44.9                        | 32.7               | 0.6    | 6.3   | 0.6   | 5.7   | 1.2 | 12.2 |     |     |     |     |     |
|                                              |                        |         |               |                             |                    |        |       |       |       |     |      |     |     |     |     |     |
| Elecciones al Parlamento de La Rioja de 2019 | 26 de mayo de 2019     | 163 103 | 65,94 %       | 38.7 15                     | 33.0 12            | 11.5 4 | 6.6 2 | 4.6 0 | 3.8 0 | 0 0 | 5.7  |     |     |     |     |     |

## Resultados
Los resultados de las elecciones fueron los siguientes:
|  | 45.38 % |

|  | 31.90 % |

|  | 7.61 % |

|  | 5.09 % |

|  | 3.58 % |

|  | 2.59 % |

|  | 0.88 % |

|  | 0.63 % |

|  | 0.57 % |

|  | 0.37 % |

|  | 98,33 % |

|  | 1,67 % |

|  | 1,41 % |

|  | 67,79 % |

|  | 32,21 % |

## Investidura del presidente de La Rioja
La votación para la investidura de Gonzalo Capellán como presidente de La Rioja tuvo el siguiente resultado:
| Candidato             | Fecha                                                   | Voto |    |    |   |   | Total |
| --------------------- | ------------------------------------------------------- | ---- | -- | -- | - | - | ----- |
| Gonzalo Capellán (PP) | 28 de junio de 2023 Mayoría requerida: Absoluta (17/33) | Sí   | 17 |    |   |   | 17/33 |
| Gonzalo Capellán (PP) | 28 de junio de 2023 Mayoría requerida: Absoluta (17/33) | No   |    | 12 | 2 | 2 | 16/33 |
| Gonzalo Capellán (PP) | 28 de junio de 2023 Mayoría requerida: Absoluta (17/33) | Abs. |    |    |   |   | 0/33  |